# Fahd ben Abdallah ben Mohammed Al Saoud
Le prince Fahd ben Abdallah ben Mohammed Al Saoud est le directeur de l'aéronautique civile (General Authority for Civil Aviation (en)) de l'Arabie saoudite, avec rang de ministre, depuis sa nomination par le roi Abdallah en novembre 2011. Cette nomination fait suite au décès le 22 octobre 2011 du prince héritier, ministre de la Défense et de l'Aviation saoudien, Sultan ben Abdelaziz Al Saoud, et à la séparation de l'aéronautique civile et de la défense, décrétée le 5 novembre 2011.

## Famille
Son père Abdallah ben Mohammed appartient à une branche mineure de la famille royale saoudienne issue de Saoud ben Fayçal ben Turki Al Saoud, un des souverains du deuxième État saoudien. Sa mère Nouf bint Abdelaziz Al Saoud, sœur du roi Abdallah, est une fille du roi Ibn Saoud,.
Fahd ben Abdallah est aussi le frère de l'ancien ministre de l'Éducation Fayçal ben Abdallah ben Mohammed Al Saoud (en).